# Псевдовипадкова двійкова послідовність
Двійкова послідовність (ДП) — це послідовність з {\displaystyle N} бітів,
{\displaystyle a_{j}} for {\displaystyle j=0,1,...,N-1},
тобто {\displaystyle m} одиниць та {\displaystyle N-m} нулів. Двійкова послідовність називається псевдовипадковою двійковою послідовністю якщо її автокореляційна функція:
{\displaystyle C(v)=\sum _{j=0}^{N-1}a_{j}a_{j+v}}
має лише два значення:
{\displaystyle C(v)={\begin{cases}m,{\mbox{ if }}v\equiv 0\;\;({\mbox{mod}}N)\\mc,{\mbox{ otherwise }}\end{cases}}}
де
{\displaystyle c={\frac {m-1}{N-1}}}
називається робочим циклом псевдовипадкової двійкової послідовності.
Псевдовипадкова двійкова послідовність є випадковою у сенсі того, що значення {\displaystyle a_{j}} елементу є незалежним від значень інших елементів, що є схожим до справжніх послідовностей випадкових чисел.
Ця послідовність має префікс псевдо у назві, то що вона є детерміністичною і після {\displaystyle N} вона повторюється, на відміну від послідовностей випадкових чисел (наприклад, послідовності чисел, згенеровані за допомогою білого шуму або радіоактивного розпаду).
Псевдовипадкова двійкова послідовність є загальнішою, ніж n-послідовність, що є спеціальним випадком псевдовипадкової двійкової послідовності з n-бітів, згенерованої за допомогою лінійного регістра зсуву. n-Послідовність зажди має 1/2 робочого циклу і число її елементів дорівнює {\displaystyle N=2^{k}-1}.
Псевдовипадкові двійкові послідовністі використовують у телекомунікаціях, кодуванні, моделюванні, кореляційному аналізі, онлайн-спектроскопії.

## Створення
Псевдовипадкові двійкові послідовністі можуть бути створені з допомогою лінійних регістрів зворотного зв'язку.